# ヒメカブト属
ヒメカブト属（ヒメカブトぞく、Xylotrupes）は、昆虫綱コウチュウ目カブトムシ亜科に属する分類群。東南アジアを中心にインドから東アジア南部、オーストラリアにまで広く分布している。
学術名からキシロトルペス属とも言う。
頭角、胸角共に2又に分かれ、胸角は長く、真上から見たときに頭角と胸角の先端が同じくらいのところに見える。日本のカブトムシも属するカブトムシ属と、サビカブトなどとも外観が似ており、また日本のカブトムシとは、繁殖能力が高く、闘争心が強いなどの共通点がある。
しかし、茎の内部にトンネルを掘って潜み、その中で吸汁・摂食を行うサトウキビの大害虫であり、日本への輸入は植物防疫法によって規制されている。しかしながら、カブトムシと生態上の共通点が多く飼いやすいなどの理由から、規制対象種でありながら広く流通している。

## 種
ヒメカブト Xylotrupes gideon
インドからオーストラリアにまで生息し、15もの亜種を有すなど、非常に繁栄している。
ケブカヒメカブト Xylotrupes pubescens
フィリピンに生息する。その名の通り体毛を有する。ヒメカブトの次によく目にする種である。
トゲヒメカブト（ニセヒメカブト） Xylotrupes florensis
インドネシアのフローレス島、ティモール島、アロール島に生息する。ヒメカブトの次に大きい。
ハビロヒメカブト Xylotrupes beckeri
マレー半島、シンガポール、カリマンタン島に生息し、カリマンタン島のものは別亜種となる。体表には艶がある。
コツノヒメカブト（コガタヒメカブト） Xylotrupes pauliani
マレー半島、スマトラ島、カリマンタン島に生息する。角が殆ど見られない。体のほか、6肢も赤みを帯びる。
Xylotrupes striatopunctatus
モルッカ諸島などのインドネシアに生息する。